# الدوري البرتغالي الدرجة الثانية 2006–07
الدوري البرتغالي الدرجة الثانية 2006–07 (بالبرتغالية: II Divisão B de 2006–07‏) هو موسم من الدوري البرتغالي الدرجة الثانية. فاز فيه نادي فريموند ‏.